# وقواق برونزي مبرقش
وقواق برونزي مبرقش (الاسم العلمي: Chrysococcyx crassirostris) (بالإنجليزية: Pied Bronze-cuckoo)‏ هو نوع من الطيور يتبع جنس الوقواق البرونزي من فصيلة طيور الوقواق.